# Citigroup Center
Citigroup Center este unul din cele mai înalte clădiri din New York City și se află în zona 53rd Street.
1. 1 2  archINFORM, accesat în 31 iulie 2018